# Petromax
Unter dem Markennamen Petromax werden seit dem Jahr 1910 Starklichtlampen hergestellt. Die heutige Firma Petromax GmbH vertreibt neben den Starklichtlampen weitere Produkte aus dem Camping- und Outdoorbereich.

## Petromax-Starklichtlampe
Die Petromax-Lampe ist eine Starklichtlampe, bei der Petroleum unter Druck durch einen Vergaser geleitet wird und der dadurch verdampfte Brennstoff in einem Glühstrumpf verbrannt wird, wodurch ein helles Licht entsteht. Damit gehört diese Lampe zu den Petroleumlampen. Die Lampe wurde 1910 von dem Berliner Kommerzienrat Max Graetz bei Ehrich & Graetz entwickelt. Da Max Graetz von seinen Berliner Freunden Petroleum-Maxe genannt wurde, lag der Name Petromax für die Lampe recht nahe. Die erste Petromax war eine hängende Lampe; die heute bekannteste Ausführung in Laternenform gibt es seit 1922.

### Funktionsweise

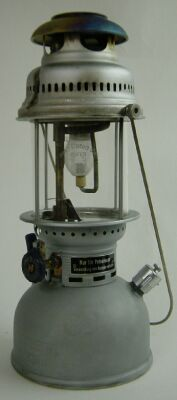
Petromax 829B mit hinzugefügtem Stützbügel

Mithilfe der eingebauten Handluftpumpe wird im Behälter ein Druck von etwa 2 bar erzeugt. Dieser Druck ist notwendig, um beim Betrieb der Laterne genügend Petroleum nach oben in den Vergaser und durch die auf dem Vergaser sitzende Düse zu treiben. Im Betriebszustand wird der Vergaser durch die Flamme im Glühkörper dauernd stark erhitzt. Durch diese Hitze verdampft etwa in halber Höhe des Vergasers das bis dahin flüssige Petroleum bei einer Temperatur von etwa 250 °C. Das dampfförmige Petroleum strömt dann weiter durch die Vergaserschlange und wird weiter erhitzt – technisch gesprochen überhitzt –, bis es dann fast mit Schallgeschwindigkeit (300 m/s) aus der kleinen Bohrung der Düse tritt. Nach Austritt aus der Düse dehnt sich das bis dahin stark zusammengepresste Petroleumgas aus und reißt die zur Verbrennung notwendige Luft aus dem Ringraum im Oberteil der Laterne mit. Die dabei entstehenden Wirbel und Schwingungsstöße und die hohe Geschwindigkeit verursachen das fauchende Geräusch der Petromax-Laternen. Luft- und Petroleumdampf gelangen oberhalb der Düse mit hoher Geschwindigkeit ins Mischrohr, wo sie durch Wirbelung so durchmischt werden, dass das Petroleumgas unterhalb des Mundstücks im Glühkörper völlig verbrennen kann.
Der Glühkörper besteht aus einem Kunstseidengewebe, das bei der Herstellung mit mehreren Salzen imprägniert wurde. Der Glühkörper wird bei der ersten Inbetriebnahme der Laterne abgebrannt, d. h. in Asche verwandelt. Die Salze geben dem Aschegerüst eine gewisse Haltbarkeit. Die im Inneren des Glühkörpers brennende, nicht leuchtende Blauflamme erhitzt den Glühkörper zur Weißglut und erzeugt dadurch die hohe Lichtstärke der Petromaxlampe.

Rapidstarter in Funktion

Bei Inbetriebnahme muss zunächst der Vergaser so vorgewärmt werden, dass der Vergasungsprozess eingeleitet wird. Dies geschieht entweder durch Abbrennen von Spiritus in der Anheizschale oder durch den Rapid-Schnellvorwärmer, der mit Petroleum und Luft aus dem Behälter arbeitet.
Petromaxlampen wurden in verschiedenen Baugrößen und Ausstattungsvarianten gefertigt. Das kleinste Modell der Petromaxlaterne war das Modell 900 mit 100 HK (ca. 90 cd). Die hellste Laterne lieferte 500 HK. Die baulich größte Petromaxlaterne war das Modell 830 mit 300 HK und 2-Liter-Tank. Unter dem Namen Petromax gab es auch weitere Geräte: Kocher und Öfen sowie Hängelampen für innen und außen in verschiedenen Baugrößen und mit Lichtstärken bis zu mehreren tausend Hefnerkerzen. 
In der Regel wird eine Petromaxlampe mit Petroleum betrieben, doch es gab gerade für das Militär auch Benzinversionen. Notfalls war auch der Betrieb mit Diesel oder Heizöl möglich, was aber wegen der Ablagerung von Crackrückständen die mögliche Betriebsdauer stark verkürzte. Die Bundeswehr hatte z. B. den Typ 829B im Einsatz, eine 500-HK-Laterne mit matter Verchromung, Manometer und Rapidvorwärmer. Für die Schweizer Armee wurde ein Sondermodell gefertigt, die 523/821 250 HK: eine Lampe mit dem großen Tank, aber dem kleinen Aufsatz der 250-HK-Laternen, mit Spiritusvorwärmung und Benzinbetrieb.

### Fertigung
Ein kompletter Fertigungsdurchlauf dauerte über 20 Tage. Eine Just-in-time-Produktion gab es noch nicht und sie war auch kaum möglich. Die Arbeitsschritte waren u. a.: Stanzen, Tiefziehen, Schriftzugprägen, Einpressen, Verlöten, Vernickeln, Montieren, Verpacken. Nur die letzten zwei dieser Arbeitsgänge konnten am Fließband gefertigt werden. Für die anderen mussten jeweils Werkzeuge gewechselt werden und dann größere Losgrößen auf Lager vorgefertigt werden.
Da die Aufträge und die Kreditbriefe dazu oft spät kamen und weniger als 20 Tage bis zur Auslieferung blieben, mussten genügend Teile jeder Version vorrätig gehalten werden. 
Der Schriftzug Petromax bzw. Aida war zur Abgrenzung zu Kopien auf vielen Teilen eingeprägt, was die Vorratshaltung von Teilen komplizierte.

### Absatzmarkt und Kopien
In den 1960er Jahren wurden mindestens 80 % der Lampen exportiert. Hauptmärkte waren alle Länder, in denen nicht flächendeckend Elektrizität vorhanden war. Die Petromax war die Standard-Lampe im Haushalt und auf Märkten. Im Verhältnis zur Helligkeit war sie sehr sparsam im Petroleumverbrauch. Die Lampe ließ sich leicht zerlegen und reparieren.
Es gab etliche Kopien der Lampe von asiatischen Herstellern. Im Graetz-Museumszimmer stand ein Regal voll davon. Trotz höheren Preises wurde das Original wegen der besseren Qualität noch lange gerne gekauft. Wichtig war auch für die Kopien hundertprozentige Austauschbarkeit der Ersatzteile. Dazu musste unbedingt das spezielle Graetz-Gewinde beibehalten werden.
Die Lampe gab es auch mit der Marke Aida und in diversen Versionen, z. B. mit grüner Kappe statt vernickelter für einige muslimische Länder.

## Geschichte der Marke Petromax

### Nachkriegszeit
Da nach dem Zweiten Weltkrieg die Graetz-Werke in Berlin-Treptow sowie in Lunzenau (Sachsen) zu Volkseigenen Betrieben erklärt wurden und das Bregenzer Werk unter treuhänderische Verwaltung gestellt worden war, baute die Graetz AG in Altena/Westfalen ein neues Werk zur Produktion von Radiogeräten und Petroleumdrucklampen auf. Dort wurde die Petromax in großen Stückzahlen hergestellt.

### Produktionsverlagerung ins Ausland
In den 1970er Jahren brach die Nachfrage zusammen. Zur Verminderung der Produktionskosten wurde die Produktion ins damalige Billiglohnland Portugal verlagert und Casa Hipólito (in Torres Vedras, Portugal) stellte qualitativ hochwertige Lampen der Marken Petromax, Geniol und Hipólito her. Mit dem Ziel, die Herstellungskosten weiter zu senken, wurde die Produktion schließlich nach China verlagert. Dort wurde erfolgreich und günstig produziert und der Hersteller erkannte, dass er nicht nur auf seine deutschen Auftraggeber angewiesen war. Er produzierte für den Weltmarkt bald baugleiche sowie ähnliche Lampen, die er unter diversen Namen verkaufte. Der damalige Markenrechtsinhaber für Deutschland und Mitteleuropa, die Schott AG, die die Markenrechte über einige Umwege von einer ganzen Reihe Rechtsnachfolger der erloschenen Graetz AG / Graetz KG erworben hatte, hat dies nicht verhindert.

### Jüngere Vergangenheit und Gegenwart
Im Juli 2005 wurden die Markenrechte von der Schott AG im Zuge der Ausgliederung des Labor- und Industrieglasgeschäfts an die DURAN Produktions GmbH & Co. KG, eine Tochtergesellschaft der Adcuram-Gruppe, übertragen. Ende 2006 bzw. Anfang 2007 kaufte die Pelam International Ltd. mit Sitz in London die Markenrechte, am 13. Januar 2014 wurden sie auf die Firma AVB UG in Magdeburg übertragen. Nach Angaben der Pelam International werden seit 2007 einzelne Komponenten der Lampe von verschiedenen Produzenten hergestellt, einige Bauteile auch in Deutschland. Die Endfertigung der Petromax-Lampen erfolge zur Sicherstellung eines adäquaten Qualitätsniveaus ebenfalls in Deutschland.
In den USA hingegen wurden die Markenrechte vom Inhaber Schott AG Ende der 1990er Jahre nicht verlängert und durch die American Lamp Supply Co. neu eingetragen. Diese nutzte die Markenrechte jedoch nicht selbst. Zum Auslaufen dieser Eintragung Ende 2006 wurde die Marke von dem US-amerikanischen Unternehmen Britelyt, das in dieser Zeit bereits Lampen unter der Bezeichnung Petromax vertrieben hatte, neu angemeldet. Ein Einspruch von Pelam gegen diese Anmeldung wurde im September 2009 zurückgezogen, die Marke am 27. Oktober 2009 für Britelyt eingetragen. 2017 wurden die amerikanischen Markenrechte und Domains von Britelyt an die Petromax Gruppe verkauft.